# Abram Hoffer
 (avril 2023).
Si vous disposez d'ouvrages ou d'articles de référence ou si vous connaissez des sites web de qualité traitant du thème abordé ici, merci de compléter l'article en donnant les références utiles à sa vérifiabilité et en les liant à la section « Notes et références ».
Abram Hoffer, né le 11 novembre 1917 et mort le 27 mai 2009, est un biochimiste, médecin et psychiatre canadien. Il est connu pour son hypothèse adrénochrome. Ses théorisations ont depuis été réfutées.

## Biographie
Abram Hoffer naît à Sonnenfeld, dans la province Saskatchewan de l'Ouest canadien . Il est le benjamin d'une fratrie des quatre enfants d'Israel Hoffer. Il obtient une maitrise en chimie agricole de l'université de la Saskatchewan, puis une bourse post-doctorale d'une année à l'université du Minnesota.
Il travaille ensuite à mesurer les niveaux de niacine dans des cultures expérimentales de blé et obtient un doctorat en biochimie en 1944, en étudiant notamment l'effet des vitamines B sur le corps humainpuis fait des études de médecine à l'université du Manitoba et un travail clinique à l'université de Toronto. Il obtient son diplôme de médecin en 1949.
Il se marie avec Rose Miller en 1942, le couple a trois enfants.
Hoffer est recruté en 1950 par le département de santé publique de Saskatchewan, afin d'établir un programme de recherche dans le domaine de la psychiatrie. Il démissionne en 1967 et prend des fonctions une clinique psychiatrique de Saskatoon. Il crée une revue, le Journal of Schizophrenia, qu'il renomme ensuite le Journal of Orthomolecular Medicine en 1986 dans laquelle il publie ses recherches en médecine orthomoléculaire. Il prend sa retraite en 2005.

## Travaux
Il est connu pour son travail, qui conjecture que des régimes spéciaux à base de vitamines sont des traitements efficaces contre les cancers et les troubles schizophréniques,. Ces idées ont depuis été largement démenties par la communauté scientifique. Hoffer a aussi participé à plusieurs études qui ont introduit le LSD comme un traitement expérimental contre l'alcoolisme, et il a découvert que de fortes doses de niacine pouvaient guérir des dyslipidémies.

### Recherches
Lorsqu'il travaillait avec Humphry Osmond (qui a créé le terme "psychédélique"), Hoffer et d'autres scientifiques ont cherché des usages thérapeutiques pour les drogues hallucinogènes. Une partie des recherches sera que Hoffer, Osmond et leur épouses consommeront du LSD afin de comprendre les effets de cette drogue, d'autres scientifiques les rejoindront dans ces expériences. Leurs travaux ont commencé à attirer l'attention des cercles scientifiques et politiques. Ils ont été très courtisés, notamment par un mouvement demandant la restriction du peyotl, un cactus contenant des alcaloïdes utilisés dans des cérémonies religieuses de tribus amérindiennes. Ils ont aussi traité des cas d'alcoolisme avec des prescriptions de LSD, et les Canadiens rencontrèrent des taux de succès de 50% de réussite dans une étude. Hoffer a fait l'hypothèse que ce taux de succès était plus lié aux effets psychédélique du LSD que les delirium tremens simulés qui avaient convaincu les alcooliques d'arrêter leur consommation.[réf. nécessaire]
Lorsqu'il travaillait à l'hôpital général de Régina dans les années 50, Hoffer et James Stephen ont étudié l'effet de traitement à base de fortes doses de niacine sur plusieurs pathologies, dont la schizophrénie. Hoffer a théorisé que l'adrénaline, lorsqu'elle était oxydée en adrénochrome, était une neurotoxine qui pouvait être une cause du développement de la schizophrénie. À la même époque, un autre scientifique canadien, le pathologiste Rudolf Altschul, a découvert que de fortes doses de niacine pouvaient réduire le taux de cholestérol chez des lapins, puis des patients humains, atteints de maladies vasculaires dégénératives. Les trois scientifiques co-écrivent un article intitulé «Influence of nicotinic acid on serum cholesterol in man» qui tente de démontrer que les fortes doses de niacine réduisaient le cholestérol aussi bien chez les patients avec une dyslipidémie, que chez les sujets témoins.

### Controverses
Les recherches et les théories de Hoffer sur la schizophrénie ont été critiquées par la quasi-totalité des professionnels de la santé psychiatrique, et en 1973, l'American Psychiatric Association a reporté plusieurs manquements à la démarche scientifique dans les travaux de Hoffer, et a recommandé comme références plusieurs autres études qui contredisaient les conclusions de Hoffer. D'autres travaux, aux États-Unis, au Canada, en Australie... ont aussi démenti les affirmations de Hoffer. Le terme de "orthomolecular medicine" comme un terme inapproprié dès 1973.